# Chodsigoa hoffmanni
Chodsigoa hoffmanni — вид ссавців з родини мідицевих (Soricidae). Мешкає в південному Китаї і північному В'єтнамі. Це представник роду Chodsigoa середнього розміру з довжиною від голови до крижа 67 мм і хвоста 82 мм. Вид був названий на честь доктора Роберта Шоу Гофмана.